# Kim Kimselius

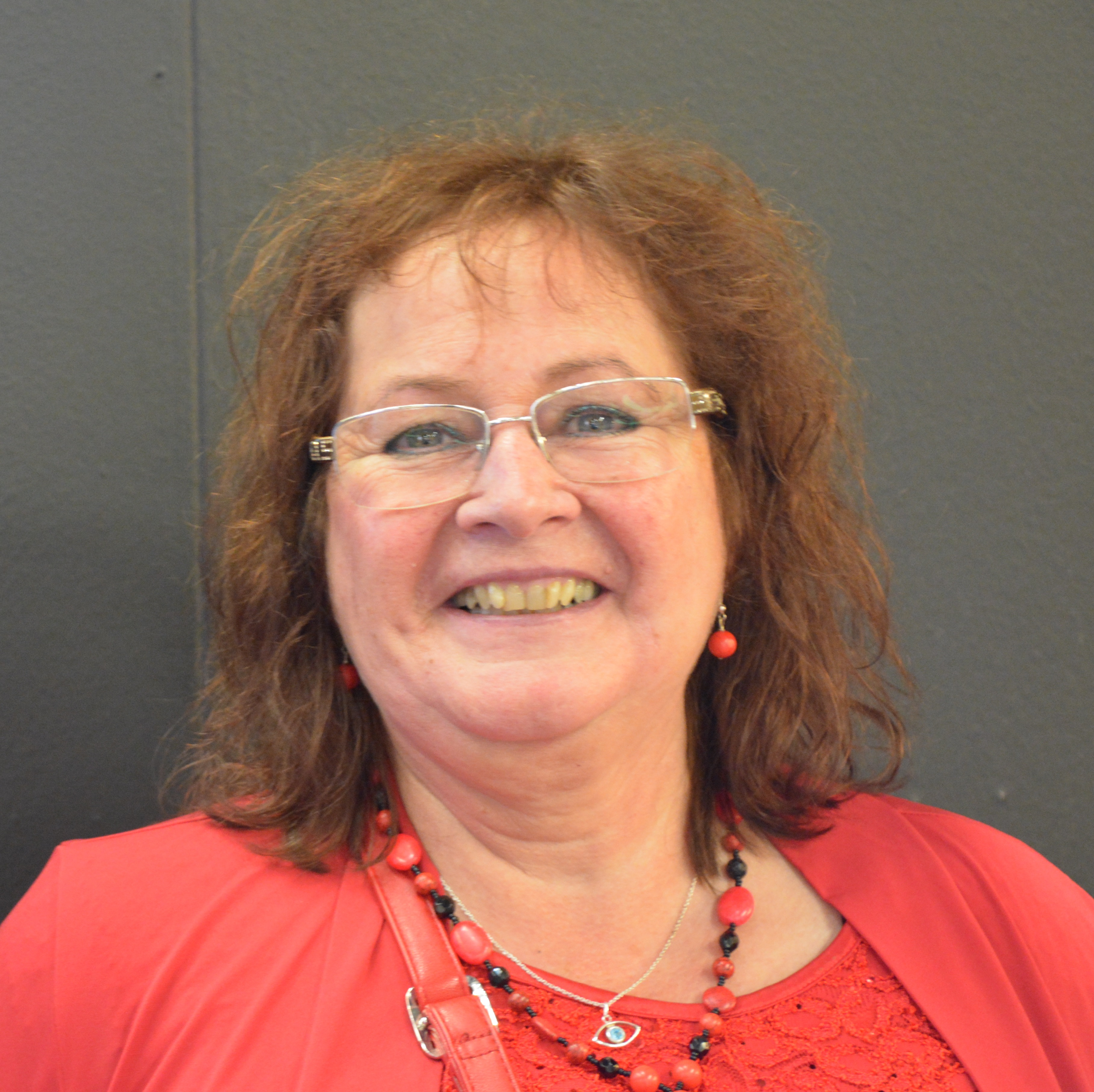
Kim Kimselius på Bok- & Biblioteksmässan 2015.

Kim Margaretha Ulla Kimselius, tidigare Andersson, ursprungligen Ulla Margareta Eriksson, född 2 maj 1954 på Hisingen i Göteborg, är en svensk författare som bland annat skriver historiska äventyrsböcker. Hon debuterade som författare 1997 och kallas ibland "Blekinges Astrid Lindgren".

## Biografi
Kimselius skrev sin första bok vid åtta års ålder. Sedan dess drömde hon om att bli författare och skrev flera böcker men kontaktade aldrig något förlag. Ett av hennes första arbeten var som alltiallo på Göteborgs-Posten som 13-åring. Hon gifte sig 1982 och flyttade till Lindholmen i Stockholms län, där hon arbetade på Nacka Offset samt på reklambyrå i Västerås, Avis Biluthyrning och som receptionist på Scandic Hotel, men framför allt som reklamtextmakare med företaget Roslagstext, som hon startade 1981.
Kimselius skickade in sitt första manus, Tillbaka till Pompeji, till B. Wahlströms bokförlag, vars böcker hon ofta läste under barndomen. Efter två år antogs hennes bok och utgavs 1997. Den sålde ca 11 000 exemplar under den första veckan. Wahlströms ville ha fler böcker och valde Jag är ingen häxa, som utkom 1998.
2002 kom hennes första bok på eget förlag, Faraos förbannelse. Hon har därefter blivit en förespråkare för egenutgivning. Efter hand har hon börjat ge ut böcker med en takt av tre eller fyra per år. Hon ägnar januari till mars åt att skriva, medan stora delar av resten av året ägnas åt signeringar och möten med läsare. Hon har varit mycket öppen med sin skrivprocess och bland annat gett ut två böcker om sin metod att skriva.
Sedan 1995 bor Kimselius i Eringsboda i Blekinge. Hon föder också upp hundar.

## Författarskap
Böckerna om Theo och Ramona, som är en fristående serie, handlar om två ungdomar som reser tillbaka i tiden och upplever olika historiska händelser. Böckerna är uppbyggda runt verkliga historiska händelser och personer. Varje bok innehåller en faktadel om den specifika historiska händelse som handlingen kretsar kring. 
Kimselius har även påbörjat en fantasyserie som kallas för Theo- och Ramonaäventyr. Personerna i den serien är desamma som i den historiska äventyrsserien Theo och Ramona. Serien är skriven utifrån läsarnas önskemål om vart Theo och Ramona ska resa i tiden. Första boken i serien är Månstenen. 
Serien Kimberlie utspelar sig på Nya Zeeland och handlar om Kimberlie och Andy. Detta är äventyrsdeckare. 
Förutom dessa serier har Kimselius även utkommit med flera fristående böcker, bland annat skrivboken Att skriva med glädje, tonårsboken Den där dagen (om självmord), novellsamlingen Mysrys och en spök- och hästdeckare Spöket på Stora Mossen.
I februari 2015 meddelade Kalmar slott att de ska ha en rundvandring baserad på en berättelse av Kimselius, om musen Petit.

## Priser och utmärkelser
- 2009 – Årets Eringsbodare
- 2009 – Aftur till Pompei/Tillbaka till Pompeji utsedd till en av årets bästa utländska ungdomsbok av bokhandlarna på Island